# Tijana Bošković
Tijana Bošković (en cirílico Тијана Бошковић, 8 de marzo de 1997) es una jugadora de voleibol de Serbia que juega para el equipo nacional de voleibol femenino de Serbia. Fue la mejor anotadora del equipo nacional en su debut en el Campeonato Mundial de Voleibol Femenino FIVB 2014, y el Campeonato Europeo de Voleibol Femenino 2017. Su club actual es Eczacıbaşı Dynavit.

## Carrera internacional
Selección femenina de voleibol de Serbia
- Campeonato Europeo de Voleibol Femenino Sub-19 de 2014
  - Equipo: 
  - Personal: " Jugador Más Valioso "
- Copa Mundial de Voleibol Femenino de 2015
  - Equipo:
- Campeonato Europeo de Voleibol Femenino de 2015
  - Equipo:
- Juegos Olímpicos de verano 2016
  - Equipo:
- Grand Prix de Voleibol de 2017
  - Equipo: 
  - Personal: "Mejor opuesto"
- Campeonato Europeo de Voleibol Femenino de 2017
  - Equipo: 
  - Personal: " Jugador Más Valioso "
- Campeonato Mundial de Voleibol Femenino de 2018
  - Equipo: 
  - Personal: " Jugador Más Valioso "
- Juegos Olímpicos de verano 2020
  - Equipo:
- Campeonato Mundial de Voleibol Femenino de 2022
  - Equipo: 
  - Personal: " Jugador Más Valioso "

### Premios individuales
- Campeonato Europeo Junior de Voleibol Femenino 2014 "Jugadora Más Valiosa" Tijana Bošković en ataque durante el Gran Premio Mundial de Voleibol FIVB 2017.

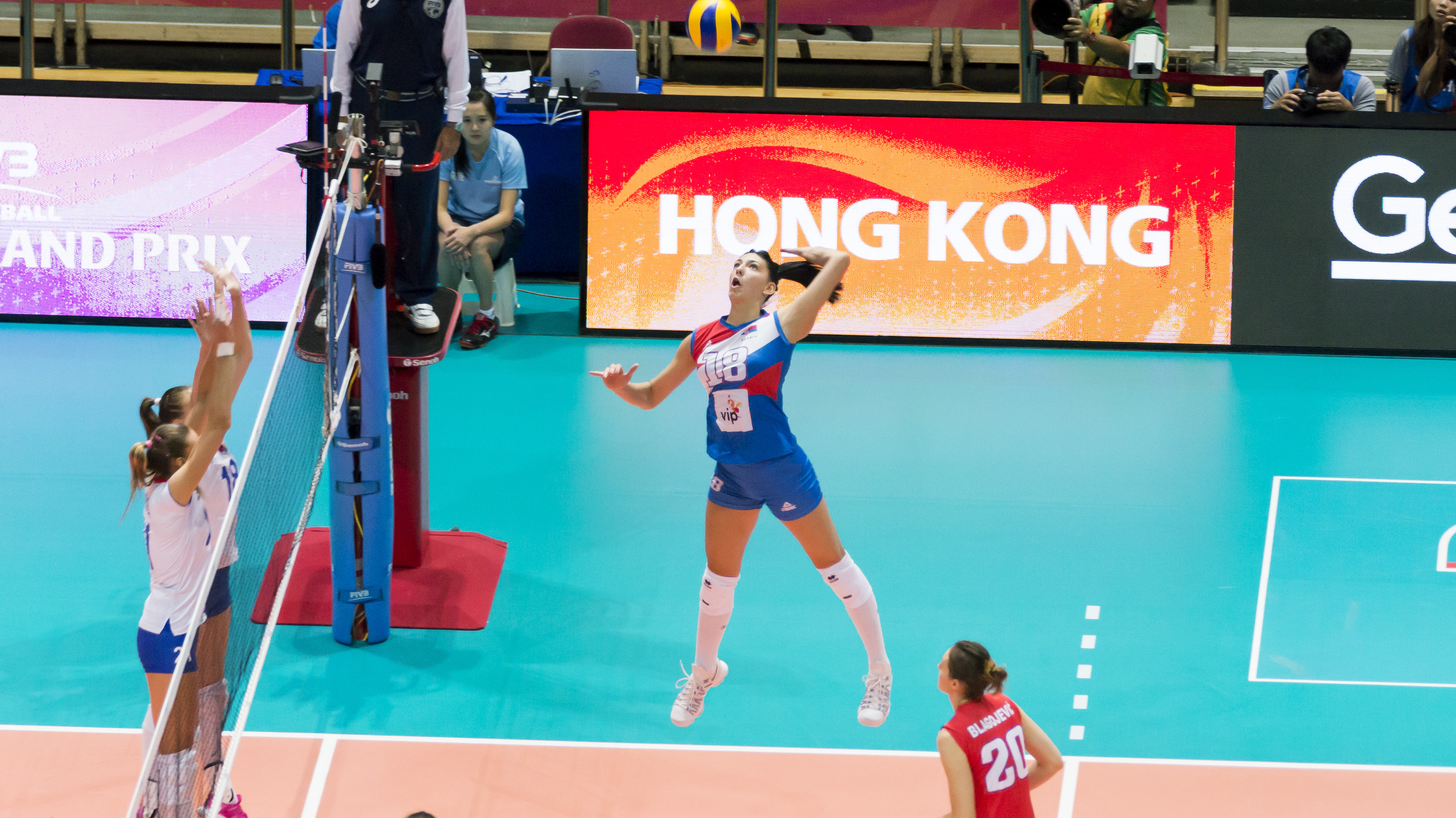
Tijana Bošković en ataque durante el Gran Premio Mundial de Voleibol FIVB 2017.

- Campeonato Mundial Femenino de Clubes FIVB 2016 "Mejor Opuesto"
- Campeonato Mundial Femenino de Clubes FIVB 2016 "Jugadora Más Valiosa"
- Campeonato Mundial Femenino de Clubes FIVB 2017 "Mejor Opuesto"
- Gran Premio Mundial de Voleibol FIVB 2017 "Mejor Opuesto"
- Campeonato Europeo de Voleibol Femenino 2017 "Jugadora Más Valiosa"
- Jugadora de voleibol femenino CEV 2017 del año
- Copa CEV Femenina 2017-2018 "Jugadora Más Valiosa"
- Liga Turca de Voleibol Femenino 2017-2018 "Mejor Opuesto"
- Campeonato Mundial Femenino FIVB 2018 "Jugadora Más Valiosa"
- Campeonato Mundial de Clubes Femeninos FIVB 2018 "Mejor Opuesto"
- Jugadora de voleibol femenino CEV 2018 del año
- 2019 Kupa Volley Cup "Jugador más valioso"
- Liga de voleibol femenino turco 2018-2019 "Mejor atacante"
- Campeonato Mundial Femenino FIVB 2022 "Jugadora Más Valiosa"

## Clubes
- ŽOK Hercegovac (2010–2011) Tijana jugando para Eczacıbaşı VitrA
- OK Vizura (2011–2015) 
  - Liga nacional

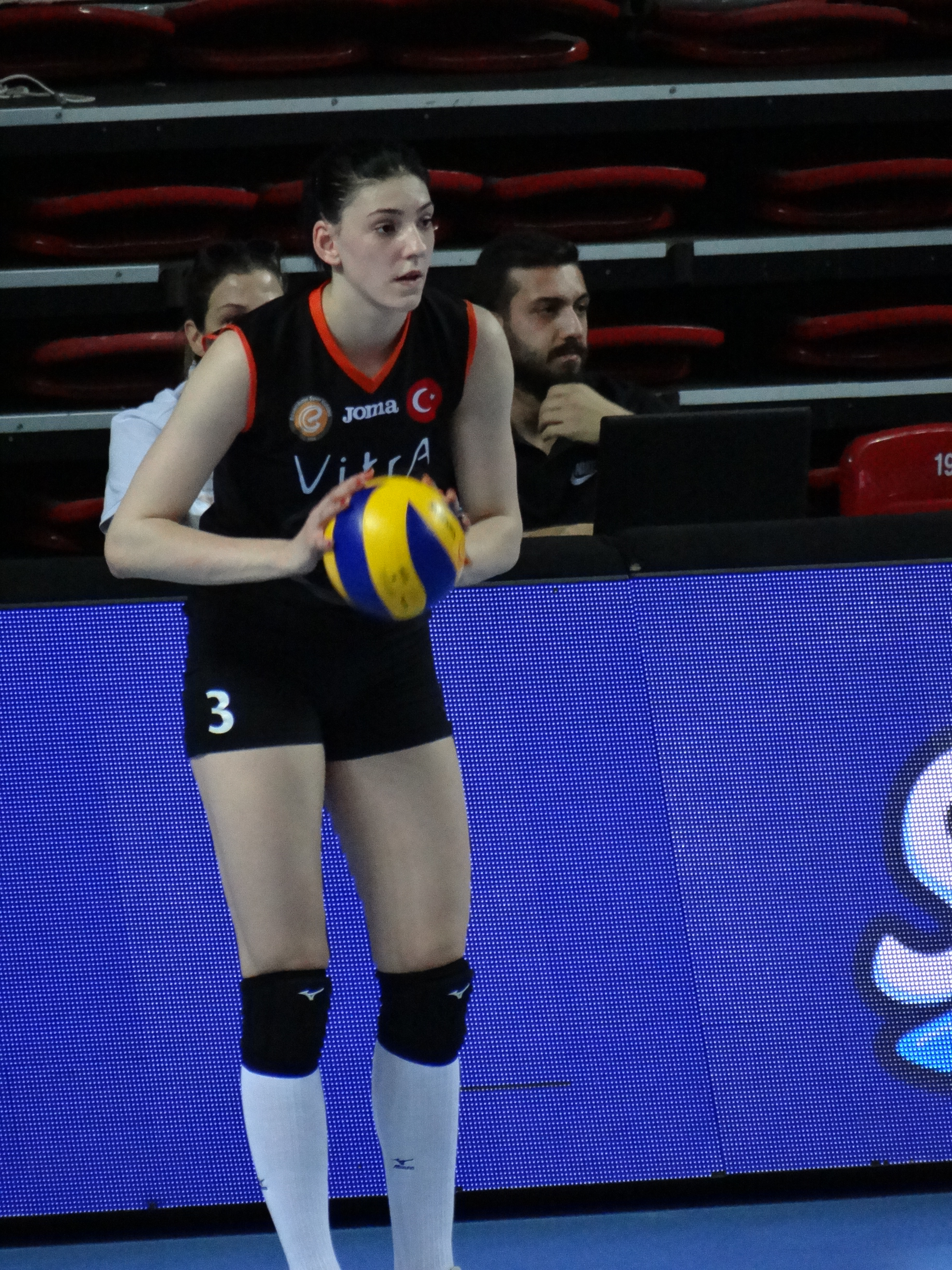
Tijana jugando para Eczacıbaşı VitrA

    - Campeón (2)   : 2013-14, 2014-15

  - Supercopa serbia
    - Campeón (2)   : 2013, 2014

  - Copa de Serbia 1 (2014-15)
- Eczacıbaşı VitrA (2015-) 
  - Campeonato Mundial de Clubes de Voleibol Femenino FIVB
    - Campeón (1): 2016
    - Tercero (1): 2018
    - "MVP" (1)   : 2016
    - "Mejor opuesto" (3)   : 2016, 2017, 2018

  - Liga de Campeones CEV Femenina
    - Tercero (1)   : 2016-17

  - Copa CEV
    - Campeón (1): 2017-18
    - "MVP" (1): 2017-18

  - Liga de voleibol femenino turco
    - Subcampeones (2): 2017-18, 2018-19
    - Tercero (1): 2015-16
    - "Mejor oponente" (Temporada regular) (2): 2016-17, 2017-18

  - Copa de voleibol femenino turco 
    - Campeón (1): 2018-19
    - Subcampeones (1): 2017-18
    - "MVP" (1): 2018-19

  - Supercopa de voleibol femenino turco 
    - Campeón (1): 2018